# Chaetolepis
Chaetolepis es un género con 19 especies de plantas fanerógamas pertenecientes a la familia Melastomataceae. Es originario de Sudamérica.

## Taxonomía
El género fue descrito por Friedrich Anton Wilhelm Miquel y publicado en Commentarii Phytographici 72. La especie tipo es Chaetolepis microphylla (Bonpl.) Miq.

## Especies
- Chaetolepis alpestris Triana
- Chaetolepis alpina Naudin	Ann. Sci. Nat., Bot., sér. 3. 14(2): 140-141	1850
- Chaetolepis anisandra	Naudin	Ann. Sci. Nat., Bot., sér. 3. 14(2): 141	1850
- Chaetolepis brevistrigillosa	(Griseb.) Cogn.	Monogr. Phan. 7: 172	1891
- Chaetolepis citrina Gleason	Brittonia 3: 174	1939
- Chaetolepis cubensis	(A.Rich.) Triana	Trans. Linn. Soc. London 28(1): 51	1871 [1872]
- Chaetolepis cufodontisii Standl.	Publ. Field Mus. Nat. Hist., Bot. Ser. 18(3): 792-793	1938
- Chaetolepis gentianoides	(Naudin) Jacq.-Fél.	Bull. Mus. Natl. Hist. Nat., B, Adansonia Ser 4, 16(2-4): 272	1994
- Chaetolepis grisebachii	Cogn.	Monogr. Phan. 7: 172	1891
- Chaetolepis lindeniana	(Naudin) Triana	Trans. Linn. Soc. London 28(1): 51	1871 [1872]
- Chaetolepis loricarella	Triana	Trans. Linn. Soc. London 28(1): 51	1871 [1872]
- Chaetolepis microphylla	(Bonpl.) Miq.	Comm. Phyt. 72
- Chaetolepis nana	Standl.	Publ. Field Mus. Nat. Hist., Bot. Ser. 4(8): 247-248	1929
- Chaetolepis perijensis	Wurdack	Phytologia 8: 166	1962
- Chaetolepis phelpsiae	Gleason	Brittonia 7: 82	1950
- Chaetolepis santamartensis Wurdack	Phytologia 8: 165	1962
- Chaetolepis saturaeioides	(Griseb.) Cogn.
- Chaetolepis sessilis Pittier	J. Wash. Acad. Sci. 8: 385	1923
- Chaetolepis thymifolia	Triana	Trans. Linn. Soc. London 28(1): 50-51	1871 [1872]